# Коротышка (фильм)
«Коротышка» (англ. Fun Size) — американская комедия 2012 года режиссёра Джоша Шварца. В главной роли Виктория Джастис, Джейн Леви, Челси Хэндлер и Томас Манн. Фильм получил отрицательные оценки кинокритиков и провалился в прокате.

## Сюжет
Фильм, укладывающийся в одну ночь, рассказывает историю девушки-подростка, которая теряет своего маленького брата на праздновании Хэллоуина. Звезда школьной команды политических дебатов, в которого она влюбляется, поможет ей в поисках брата.

## В ролях
| Актёр            | Роль                                    |
| ---------------- | --------------------------------------- |
| Виктория Джастис | Рен Десантис                            |
| Джексон Николл   | Альберт Десантис младший брат Рен       |
| Челси Хэндлер    | Джой Десантис мама Рен и Альберта       |
| Джош Пенс        | Кивин парень Джой                       |
| Джейн Леви       | Эйприл Мартин-Данзигер-Росс подруга Рен |
| Томас Манн       | Рузвельт Леру ботаник                   |
| Томас МакДонелл  | Аарон Райли                             |
| Кэрри Клиффорд   | Мама-тыква                              |
| Барри Ливингстон | папа на хэллоуине                       |
| Эле Барда        | Папа Марипоза                           |
| Осрик Чау        | Пэнг лучший друг Рузвельта              |